# Santi Nicita
Santi Nicita (Furci Siculo, 4 d'agost de 1929 - Siracusa, 4 de gener de 2014) fou un polític sicilià. Llicenciat en ciències agràries i funcionaris regionals, fou assessor i regidor de l'ajuntament de Siracusa. A les eleccions regionals de Sicília de 1971, 1976 i 1981 fou elegit diputat a l'Assemblea Regional Siciliana per la Democràcia Cristiana Italiana, en les que fou nomenat assessor de desenvolupament econòmic i assessor de la presidència regional fins al 1979, assessor de finances fins a 1982 i finalment president regional de 19 d'octubre de 1983 fins a 21 de març de 1984, quan fou obligat a dimitir a causa de l'escàndol de la petroliera ISABA, pel que fou processat i condemnat en primera instància, encara que finalment fou absolt.
Entre les principals activitats legislatives regionals, fou el promotor un projecte de llei conegut com la Llei Especial per a l'Illa d'Ortigia. A les eleccions regionals de 1986 no fou reescollit, i cap al 1990 fou un dels primers a adherir-se a l'ala esquerra de la DCI. Fou escollit a les eleccions regionals de Sicília de 1991 com a independent dins els llistes del Partit Socialista Democràtic Italià, però renuncià el 1994 per a tornar a la DC. No es presentà a la reelecció el 1996. De 2000 a 2005 fou president de l'ASI a Siracusa.
Després de la dissolució de la DCI, Nicita es va a unir a una sèrie de moviments inspirats en la democràcia cristiana (Cristians Socials, Renovament Italià, Nova DC, Popolari-UDEUR), per després adherir-se al Partit Democràtic. A les eleccions legislatives italianes de 2006 fou candidat de Popolari-UDEUR a la Cambra dels Diputats per Sicília, però només va obtenir l'1,4% dels vots i no fou escollit. Posteriorment fou nomenat cap del PD a la província de Siracusa.